# Jason Repko
Jason Edward Repko, né le 27 décembre 1980 à East Chicago (Indiana) aux États-Unis, est un voltigeur de baseball évoluant en Ligue majeure avec les Twins du Minnesota.

## Biographie

### Dodgers de Los Angeles
Jason Repko est drafté le 2 juin 1999 par les Dodgers de Los Angeles au premier tour de sélection (37e choix). Il fait ses débuts en Ligue majeure le 6 avril 2005.
Une blessure le tient écarté des terrains pendant la saison 2007. Il peine à retrouver son niveau puis est libéré de son contrat chez les Dodgers le 31 mars 2010.

### Twins du Minnesota
Repko signe un contrat de ligues mineures chez les Twins du Minnesota le 6 avril. Il est appelé en Ligue majeure le 24 juin.

## Statistiques
| Saison | Équipe     | G   | AB  | R  | H   | 2B | 3B | HR | RBI | SB | BA    |
| ------ | ---------- | --- | --- | -- | --- | -- | -- | -- | --- | -- | ----- |
| 2005   | LA Dodgers | 129 | 276 | 43 | 61  | 15 | 3  | 8  | 30  | 5  | 0,221 |
| 2006   | LA Dodgers | 69  | 130 | 21 | 33  | 5  | 1  | 3  | 16  | 10 | 0,254 |
| 2008   | LA Dodgers | 22  | 18  | 0  | 3   | 1  | 0  | 0  | 0   | 1  | 0,167 |
| 2009   | LA Dodgers | 10  | 5   | 1  | 0   | 0  | 0  | 0  | 1   | 1  | 0,000 |
| 2010   | Minnesota  | 58  | 127 | 19 | 29  | 6  | 0  | 3  | 9   | 3  | 0,228 |
| Totaux | Totaux     | 288 | 556 | 84 | 126 | 27 | 4  | 14 | 56  | 20 | 0,227 |

| Saison | Équipe     | G | AB | R | H | 2B | 3B | HR | RBI | SB | BA |
| ------ | ---------- | - | -- | - | - | -- | -- | -- | --- | -- | -- |
| 2006   | LA Dodgers | 1 | 0  | 0 | 0 | 0  | 0  | 0  | 0   | 0  | -  |
| 2010   | Minnesota  | 1 | 0  | 0 | 0 | 0  | 0  | 0  | 0   | 0  | -  |
| Totaux |            | 2 | 0  | 0 | 0 | 0  | 0  | 0  | 0   | 0  | -  |

Note : G = Matches joués ; AB = Passages au bâton; R = Points ; H = Coups sûrs ; 2B = Doubles ; 3B = Triples ; 
HR = Coup de circuit ; RBI = Points produits ; SB = Buts volés ; BA = Moyenne au bâton.